# Luçon
Luçon település Franciaországban, Vendée megyében. Lakosainak száma 9450 fő (2022. január 1.). Luçon Corpe, Champagné-les-Marais, Les Magnils-Reigniers, Moreilles, Sainte-Gemme-la-Plaine és Triaize községekkel határos.

## Népesség
A település népességének változása:
| Lakosok száma | 9361 | 9394 | 9868 | 9540 | 9576 | 9554 | 9541 | 9483 | 9450 |
|               | 2013 | 2015 | 2016 | 2017 | 2018 | 2019 | 2020 | 2021 | 2022 |